# Anke Feuchtenberger
Anke Feuchtenberger   (Berlín Est, 1963) és una artista i dibuixant de còmics alemanya. Va estudiar a la Kunsthochschule Berlin. Des de 1997, ocupa una càtedra de dibuix a la Universitat de Ciències Aplicades d'Hamburg. És mare i àvia i viu i treballa a Hamburg i a Pomerània Occidental.

## Obra
L'estil d'Anke Feuchtenberger es caracteritza per un ús moderat de les bafarades, sovint col·locant amb art el text narratiu a sobre o entre les imatges. Això subratlla el caràcter artístic de les seves històries, que es caracteritzen per un llenguatge poètic i mistificat que recorda els contes de fades.
Juntament amb l'escriptora Katrin de Vries, Anke Feuchtenberger va desenvolupar històries com The Little Lady (1997), The Whore H (1996), Mrs. A in the Big City'. (2002), Die Hure H zieht ihre Bahnen (2003) i Die Hure H wirft den Handschuh (2007). Els seus llibres han estat traduïts al francès, anglès, italià, finès i xinès.
L'obra de Feuchtenberger Camrade Cuckoo descriu històries episòdiques del poble fictici de Pritschitanow, que giren al voltant del personatge central Kerstin i la seva millor amiga Effi, a partir dels anys 60 i saltant per diferents fases de la vida. L'obra il·lustra les transicions fluides entre la realitat i la imaginació, que s'exemplifica en una escena en què el personatge principal Kerstin es troba màgicament amb una deessa obscura. La història es caracteritza per l'educació socialista a la RDA i metàfores de la natura desenfrenada.
Segons la FAZ, Hamburg s'ha convertit en el centre de l'escena del còmic alemany gràcies al treball de Feuchtenberger com a professor de narrativa gràfica i dibuix a la Universitat de Ciències Aplicades local.